# Горьковське (Новоорський район)
Го́рьковське (рос. Горьковское) — село у складі Новорського району Оренбурзької області, Росія.

## Населення
Населення — 687 осіб (2010; 964 у 2002).
Національний склад (станом на 2002 рік):
- казахи — 45 %
- росіяни — 44 %